# Fremontodendron californicum
Espèce
Classification phylogénétique
Fremontodendron californicum est un arbuste à feuillage persistant ou semi-persistant de la famille des Sterculiaceae, ou des Malvaceae selon la classification phylogénétique.

## Répartition
Il est originaire d'Arizona, de Californie et de Basse-Californie.

## Biologie
Il fleurit du printemps à la fin de l'été. Le revers de ses feuilles est couvert de poils irritants. Il préfère les sols drainés et les expositions ensoleillées. C'est un arbuste à croissance rapide.